# Notopleura zarucchiana
Notopleura zarucchiana är en måreväxtart som beskrevs av Charlotte M. Taylor. Notopleura zarucchiana ingår i släktet Notopleura och familjen måreväxter. Inga underarter finns listade i Catalogue of Life.